# 정재형 (1986년)
정재형(1986년 12월 25일 (음력 11월 24일) ~ )은 대한민국의 희극인이자 모델이다.